# Voyage avec des animaux de compagnie
Pour plus de détails, voir Fiche technique et Distribution.
Voyage avec des animaux de compagnie (russe : Путешествие с домашними животными, Poutechestvie s domachnimi jivotnymi) est un mélodrame russe réalisé par Vera Storojeva et sorti en 2007.

## Synopsis
L'histoire de la vie de Natalia, une femme de 35 ans dont le mari meurt subitement. Natalia se retrouve seule, loin des gens, avec ses animaux de compagnie, dans une gare désaffectée. Elle est née et a grandi dans un orphelinat ; à 16 ans, elle a été « vendue » pour être mariée. Une solitude difficile de 19 ans avec un homme mal-aimé, possessif et abusif dans une maison située dans une gare abandonnée se termine par la mort de son mari mal-aimé. Natalia se transforme sous ses yeux, découvrant un monde libéré des perceptions et des habitudes imposées par le pouvoir et la volonté de quelqu'un d'autre. La rencontre avec Sergueï, un chauffeur de camion, lui fait entrevoir un avenir prometteur.

## Fiche technique
- Titre français : Voyage avec des animaux de compagnie[1]
- Titre original russe : Путешествие с домашними животными, Poutechestvie s domachnimi jivotnymi[2]
- Réalisation : Vera Storojeva
- Scénario : Arkadi Krassilchtchikov (ru)
- Photographie : Oleg Loukitchov (ru)
- Musique : Ilia Chipilov (ru)
- Décors : Ilia Chipilov (ru)
- Production : Sabina Ieremeïeva
- Sociétés de production : Studio Slon
- Pays de production :  Russie
- Langues originales : russe
- Format : Couleurs
- Genre : Mélodrame
- Durée : 97 minutes
- Dates de sortie :
  - Russie : 25 juin 2007 (Festival international du film de Moscou)

## Distribution
- Ksenia Koutepova (ru) : Natalia
- Dmitri Dioujev : Sergueï
- Vadim Afanassiev : le mari
- Ievgueni Kniazev (ru) : le prêtre
- Olga Popova : l'infirmière
- Anna Mikhalkova : Klavdiya